# Andre Pomba
Andre Luiz Cagni, mais conhecido como Andre Pomba (São Paulo, 10 de abril de 1964 — São Paulo, 22 de abril de 2023) foi um DJ, jornalista, baixista, ativista e produtor cultural. Foi um dos principais nomes do movimento underground em São Paulo, tornou-se notório por seu trabalho na boate A Lôca e por criar a festa Grind, voltada ao público LGBT.

## Biografia
Durante dois anos, de 2017 a 2019, ele exerceu a função de coordenador de fomento na Secretaria da Cultura do Estado de São Paulo, além de participar de um conselho LGBTQIA+ na cidade. Durante quase vinte anos, Pomba trabalhou na boate A Lôca, localizada na Rua Frei Caneca, um espaço inicialmente underground frequentado principalmente pela comunidade LGBTQIA+ e algumas personalidades famosas. A festa dominical Grind, que começou em 1998 e se dedicava principalmente ao rock, foi um grande sucesso. A noite contava com uma mistura de artistas como Placebo, The Cure, New Order e Madonna. Nos últimos tempos, a festa ocorreu na boate Kat Klub, localizada na Rua Augusta, sem a presença de Pomba como DJ - embora ele continuasse sendo creditado como promotor do evento.
Faleceu em 2023 no Hospital Santa Maggiore, em razão de um câncer no estômago que tratava desde o ano anterior.

### Candidaturas políticas
Em entrevista à Veja São Paulo, Pomba declarou ter sido candidato a vereador em 1992 e cogitava candidatar-se a deputado federal em 2014. Foi coordenador do núcleo LGBT do Partido Verde, o PV Diversidade, e secretário estadual de Direitos Humanos e Diversidade desse partido.

Em 2014, apresentou uma ação contra o candidato à presidência da República Levy Fidelix, em razão do seu discurso homofóbico no debate presidencial. Nas eleições gerais de 2014, Pomba candidatou-se a deputado federal por São Paulo, pelo partido Verde, e obteve 6 mil votos. Candidatou-se a vereador de São Paulo pelo partido Verde, em 2016, obteve 9 mil votos e não se elegeu.